# Tamanka
Tamanka és un gènere de peixos de la família dels gòbids i de l'ordre dels perciformes.

## Taxonomia
- Tamanka maculata (Aurich, 1938)
- Tamanka siitensis (Herre, 1927)[3][4][5][6][7][8][9]